# Славутська діброва (пам'ятка природи)
Славу́тська дібро́ва — ботанічна пам'ятка природи місцевого значення в Україні. Об'єкт природно-заповідного фонду Хмельницької області.
Розташована в межах Славутської міської громади Шепетівського району Хмельницької області, на південь від міста Славута.
Площа 2,89 га. Статус присвоєно згідно з рішенням 11 сесії облради від 30.03.2004 року № 22-11/2004. Перебуває у віданні ДП «Славутський лісгосп» (Голицьке л-во, кв. 34, вид. 16).
Статус присвоєно для збереження невеликої частини лісового масиву з цінними насадженнями дуба.